# 어둠 속의 정사
《어둠 속의 정사》(영어: Whispers in the Dark)는 미국에서 제작된 크리스토퍼 크로 감독의 1992년 미스터리 에로 스릴러 영화이다. 애너벨라 쇼라 등이 출연하였고, 마틴 브레그먼 등이 제작에 참여하였다.

## 출연진
- 애너벨라 쇼라
- 제이미 셰리든
- 앤서니 러팔리아
- 질 클레이버그
- 존 레귀자모
- 데버라 엉거
- 앨런 알다
- 앤서니 힐드
- 재클린 브룩스
- 진 캔필드

## 기타 제작진
- 미술: 존 제이 무어